# Bruno Di Bello
Bruno Di Bello (Torre del Greco, 10 maggio 1938 – Milano, 5 marzo 2019) è stato un pittore e fotografo italiano esponente della Mec-Art e membro fondatore del Gruppo 58.

## Biografia
Bruno Di Bello nacque a Torre del Greco il 10 maggio 1938.

### Gli anni '60 e ilGruppo 58
Dopo aver frequentato l’Accademia di belle arti di Napoli iniziò nel 1958 la sua carriera espositiva, formando con gli amici Luigi Castellano, Franco Palumbo, Guido Biasi, Lucio Del Pezzo, Sergio Fergola e Mario Persico il Gruppo 58. Questo gruppo di artisti, che gravitava intorno alla figura di Castellano, detto Luca, si riconobbe nelle tematiche dell'Arte nucleare di Enrico Baj, loro promotore e sostenitore. Sarà lui infatti a pubblicare il Manifesto del Gruppo 58, scritto da Biasi, sulla rivista Il Gesto. Il gruppo si dotò inoltre di un proprio periodico, il Documento - Sud ed iniziò ad esporre in varie gallerie a Napoli, Roma, Firenze e Milano.
Nel 1959 il gruppo creò un secondo manifesto, il Manifeste de Naples, in cui in maniera satirica i firmatari prendevano le distanze dall'Astrattismo, esponendo una volontà concreta di superare questo movimento attraverso l’apertura ad una nuova possibile figurazione. L'importanza nella storia delle neoavanguardie ricoperta dal Gruppo 58 è ben evidenziata dall'importanza e dal numero dei firmatari di questo documento, tra cui spiccavano Sanguineti, Sordini, Recalcati, Balestrini, Paolazzi e molti altri, non solo artisti ma anche letterati e critici.
Parallelamente alle esposizioni del Gruppo 58, Di Bello iniziò nei primi anni '60 ad esporre i propri lavori in alcune personali a Napoli e Bologna.
Nel 1961 l'attività del gruppo poté dirsi ormai conclusa, con la chiusura della rivista Documento - Sud, che pure aveva avuto un enorme impatto sulla scena artistica italiana e partenopea, oltre alla creazione di un prolifico asse Napoli-Milano.
Nel 1966 venne notato dal noto gallerista Lucio Amelio che gli organizzò una personale nella propria galleria. Nel 1967 cominciò a usare direttamente la tela fotosensibile avvicinandosi progressivamente al movimento della Mec-Art. L'anno stesso si trasferì a Milano.

Espose per la prima volta a Milano alla galleria Toselli nel 1969 e nel 1970 alla Galleria Kuchels, a Bochum, alla Galleria Wspòlczesna, a Varsavia e alla Galleria Bertesca di Genova.

### Gli anni '70 e '80 e la notorietà internazionale
Negli anni '70 la fama di Di Bello crebbe notevolmente portandolo a varie esposizioni nazionali e internazionali di alto livello.
Nel 1970 espose alla XXXV Biennale di Venezia. L'anno seguente iniziò la collaborazione con la Fondazione Marconi di Milano: per lo studio realizzò un’installazione composta da 26 tele fotografiche con la scomposizione dell’intero alfabeto. Vi esporrà ancora nel 1974, nel 1976, nel 1978 e nel 1981.

Nel 1973 espose alla X Quadriennale nazionale d'arte di Roma e alla Biennale di Parigi, selezionato da Achille Bonito Oliva. Nel 1974 espose alla Galleria Art in Progress a Monaco di Baviera e alla Kunsthalle di Berna, nel 1975 alla Galleria Müller di Stoccarda e all’I.C.C. di Anversa, nel 1977 al Museo Boijmans Van Beuningen di Rotterdam. Espose nel 1978 alla Galleria Rondanini di Roma e nell’estate 1980 realizzò un grande lavoro per il Festival dei Due Mondi di Spoleto.
Nel 1987 realizzò Apollo e Dafne nel terremoto, eseguito per la mostra Terrae motus allestita da Lucio Amelio nel 1987 ed esposta a Parigi, al Grand Palais.

### Gli ultimi anni
A partire dagli anni '90 si susseguirono una serie di esposizioni personali e collettive in Italia e all'estero.
Nel 2011 ebbe una personale al Museo d'arte contemporanea di Niterói a Rio de Janeiro.
Morì il 5 marzo 2019 a Milano.

## Principali mostre ed esposizioni

### Collettive
- XXXV Biennale d'arte di Venezia - 1970, Venezia
- X Quadriennale Nazionale d'Arte. La ricerca estetica dal 1960 al 1970 - 1973, Roma, Palazzo delle Esposizioni
- VIII Biennale d'arte di Parigi. Manifestation Biennale et internationale des jeunes artistes - 1973, Parigi, Musée d'art moderne de la Ville de Paris
- 4 aus Italien - Carlo Alfano, Bruno di Bello, Pierpaolo Calzolari, Giulio Paolin - 1974, Berna, Kunsthalle Bern
- Linee della ricerca artistica in Italia 1960–1980 - 1981, Roma, Palazzo delle Esposizioni
- Il Museo Sperimentale di Torino - Arte italiana degli anni Sessanta - 1985, Rivoli, Museo d'arte contemporanea del castello di Rivoli
- Terrae motus - 1987, Parigi, Grand Palais
- Viaggio in Italia. Arte italiana dalla collezione della Neue Galerie Graz - 2008, Graz, Universalmuseum Joanneum
- Il Grande Gioco - Forme d'arte in Italia 1947–1989 - 2010, Milano, Rotonda della Besana
- Per_formare una collezione - 2015, Napoli, Museo d'arte contemporanea Donnaregina

## Opere nelle collezioni

### Italia
- Ritmo 2 - 1962, MACTE, Termoli
- Berlino. Rudi Dutschke - 1968, Mart, Rovereto
- Aut - Aut - 1971, Museo Novecento, Napoli
- Lasciapassare El Lissitzky - 1971, Museo del Novecento, Milano
- Variazione sul nome Bach - 1972, Mart, Rovereto
- Language - 1973, Mart, Rovereto
- Variazioni sulla firma di Klee n.3 - 1975, Mart, Rovereto
- Senza titolo - 1975, Collezione Farnesina, Roma
- Senza titolo - 1977, MAMbo, Bologna
- Studio per Apollo e Dafne nel terremoto - 1985, Museo Novecento, Napoli
- Nudo che scende le scale - 1986, Mart, Rovereto
- Rodonaa - 2010, Mart, Rovereto

### Estero
- Image - 1973, Museo Boijmans Van Beuningen, Rotterdam, Paesi Bassi
- Mandala - 1974, Museo Rufino Tamayo, Città del Messico, Messico
- Segni di luce - 1976, Museo Boijmans Van Beuningen, Rotterdam, Paesi Bassi